# Impending Doom
Impending Doom est un groupe américain de deathcore, originaire de Riverside, en Californie.

## Histoire
Le groupe signe avec Facedown Records en janvier 2007, et leur premier album pour le label, Nailed. Dead. Risen., atteint la 46e place du classement Billboard Top Heatseekers. L'album est généralement bien accueilli par la presse spécialisée,,. Le groupe se lance ensuite dans une tournée aux États-Unis pour soutenir l'album à l'automne 2007, incluant des dates avec Dead to Fall, Winds of Plague et With Dead Hands Rising. En 2009, le groupe sort son deuxième album, The Serpent Servant. Peu après la sortie de l'album, le batteur Chad Blackwell, originaire de Pensacola en Floride, quitte le groupe pour étudier à l'Institut de musique d'Atlanta, ce qui a poussé Impending Doom à demander à l'ancien membre Isaac Bueno de le rejoindre.
Le 2 avril 2018, le groupe publie une vidéo lyrique pour son nouveau single, The Wretched and Godless, ainsi qu'une date de sortie et des précommandes pour leur nouvel album, The Sin and Doom Vol. II. Le 24 février 2019, Brandon « B-Town » Trahan annonce son départ du groupe et que son bon ami Andrew Holzbaur prend la relève.
Un EP, Hellbent, avec Will Putney au mixage, au mastering et à la production, est initialement annoncé pour sortir le 14 janvier 2022, mais plutôt publié en avance sur les plateformes numériques le 29 octobre 2021 en tant que sortie surprise. Le 19 juillet 2022, le groupe poste sur les médias sociaux qu'ils travaillaient sur une suite à Hellbent, avec Brook Reeves déclarant qu'ils espéraient le sortir « plus tôt que tard ».

## Discographie

### Albums studio
- 2007 : Nailed. Dead. Risen. (Facedown Records)
- 2009 : The Serpent Servant (Facedown Records)
- 2010 : There Will Be Violence (Facedown Records)
- 2012 : Baptized in Filth (Facedown Records)
- 2013 : Death Will Reign
- 2018 : The Sin and Doom, Vol. II

### EP
- 2005 : The Sin and Doom of Godless Men
- 2021 : Hellbent

### Clips
- 2007 : Silence the Opressors
- 2007 : My Nemesis
- 2009 : More than Conquerors
- 2010 : There Will Be Violence
- 2012 : Murderer
- 2013 : Doomsday
- 2021 : Satanic Panic